# Mugodżary
Mugodżary – niski łańcuch górski w Kazachstanie. Stanowi południowe przedłużenie Uralu.
Przebiegają południkowo z północy na południe, ich długość wynosi około 450 km, leżą na południe od Gór Gubernianych. Dzielą się na dwa równoległe pasma: zachodnie (główne, z najwyższym szczytem, którym jest Wielki Boktybaj, 657 m n.p.m.) oraz położone w odległości 15-20 km pasmo wschodnie (niższe). Pasma te otaczają Kotlinę Ałabaską. Oba pasma zbudowane są z gnejsów, kwarcytów, łupków krystalicznych, diabazów, granitów, łupków węglowych, piaskowców i konglomeratów. Zachodnie zbocza Mugodżarów są strome, a wschodnie łagodne.
Występują tu złoża węgla kamiennego, niklu, miedzi oraz mineralne surowce budowlane.
Mugodżary pokryte są roślinnością stepową. Jedynie w wilgotniejszych miejscach, w głębokich wąwozach, występują niewielkie płaty roślinności leśnej z brzozami, osiką, wierzbami, krzewami czeremchy itp. Na zboczach i w suchych parowach występują zarośla, tworzone przez karaganę, tawułę, dziką wiśnię i migdałowca karłowatego.
Od nazwy tego łańcucha górskiego pochodzą nazwy gatunkowe dwóch głowonogów dewońskich: Praeglyphioceras mugodjaricum et Acutimitoceras mugodzharense.